# Пьер II (виконт Дакса)

Виконтство Дакс на карте Гаскони

Пьер II (фр. Pierre II de Dax; ок. 1135—1177/1179) — последний виконт Дакса из Гасконской династии.

Сын Раймона Арно II (ум. 1167) и Стефании (Этьенетты) Барселонской. Наследовал отцу в 1167 году.
В конце 1176 года присоединился к восстанию, которое подняли против аквитанского герцога Ричарда Львиное Сердце граф Бигора Сантюль III, виконт Байонны Арно Бертран, а также виконт Орты. В начале следующего года войска герцога подошли к Даксу и после 10-дневной осады Пьер II был вынужден сдаться.
После этого Ричард объявил Дакс городом, находящимся в его непосредственном подчинении, и конфисковал остальные земли виконтства.
Когда войска герцога были выведены из Гаскони, Пьер II попытался восстановить власть в своём княжестве, но в стычке с английским гарнизоном Дакса был убит.

## Семья
Пьер II был женат на Беатрисе, дочери графа Бигора Сантюля III. Единственный ребёнок:
- Наварра (Наваррина), виконтесса де Дакс, в 1190 году вышла замуж за Арно Раймонда, виконта де Тарта.